# Света Троица (Острово)
Вижте пояснителната страница за други значения на Света Троица.
„Света Троица“ (на гръцки: Αγίας Τριάδος) е православна църква във воденското градче Острово (Арниса), Гърция, част от Воденската, Пелска и Мъгленска епархия. 
Построена е около 1850 година или според други данни в 1865 година.
В архитектурно отношение храмът е класическата за XIX век трикорабна базилика с женска църква.
Църквата е обявена за исторически паметник на 9 юни 1987 година.